# 山本榕室
山本 榕室（やまもと ようしつ、1809年7月7日 - 1864年2月20日）は江戸時代後期の医者、本草学者。父山本亡羊の次男として本草学に通じ、採薬記など多くの著作を残した。百々鳩巣、池内陶所と共に平安三才子と称された。父亡羊百品考の著作を助け、読書室蔵書の充実に務めた。18歳年下の弟山本章夫（山本渓愚の描いた肖像画
が伝わる。

## 生涯
文化6年7月7日（1809年8月17日）本草学者山本亡羊の次男として生まれた。西国各地へ勢力的に採集を行い、伊勢国を訪れた際は津城内で津藩主に講義を行った。天保8年（1837年）水戸藩より直根人参の生育法を尋ねられ、大和国吉野郡で調査を行った。
安政年間錦小路頼易が開いた医学館に百々鳩巣と共に登用され、毎月本草学を講義した。安政6年（1859年）父亡羊が死去すると、2年間物産会を引き継いだ。
長年胃病に悩まされ、元治元年（同日元治に改元）2月20日（1864年3月27日）死去し、23日出棺、25日妙顕寺で葬儀が行われた。

## 著書
- 採薬記[6]
  - 文政5年（1822年） 東江採薬記[7]
  - 文政7年（1824年） 金剛山採薬記[7]
  - 文政8年（1825年） 勢記採薬記[7]
  - 文政9年（1826年） 比良採薬記[7]
  - 文政9年（1826年） 遊摂採薬志稿[7]
  - 文政13年（1830年）閏3月-5月 勢志二州採薬記[7]
  - 文政13年（1830年）5月2日-3日 経峰并布引山採薬記[7][8]
- 文政13年（1830年）8月13日-30日 志州採薬記[7]
- 文政13年（1830年）5月29日-6月11日 勢志二州採薬記[7]
- 天保2年（1831年）9月8日-10月21日 遊勢採薬記[7]
- 天保3年（1832年）9月14日-10月18日 山陰四州採薬記[7]
- 信州木曽山図[9]
- 百鳥図賛校正[10]
- 野山草木通志[11]
- 双松園新介品録[12]
- 読書室日抄[13]
- 文久二年壬戌読書室物産会品目[14]
- 大和国土産考[15]
- 和歌物産出処考[16]
- 六十六州産物録
- 読書室伝器蔵書画目録[17]
- 日省簿[18]
- 榕室詩文録[19]
- 榕室薬録[20]
- 物産記話[21]
- 榕室小録[22]
- 蘭品[3]
- 土参考[3]
- 花旗卉木名目[3]
- 京都文人評判記[23]
- 安政戊午疫癘[24]
- 地震海溢記[3]
- 嘉永甲寅六月地震記[3]
- 七十二候異同攷[25]
- 広紀元録[3]

## 親族
- 父：山本亡羊 - 本草学者。
- 母：玲子 - 華頂宮臣青木如水二女[26]。天明8年（1788年）12月13日生、享和2年（1802年）5月25日結婚、嘉永5年（1852年）2月18日没[5]。
- 兄：山本本太郎 - 文化6年（1809年）7月7日生、夭逝[27]。
- 弟：山本弦堂 - 秀夫、秀五郎。医業を修め、新政府に出仕した[28]。
- 弟：山本渓愚 - 章夫、藤十郎。画業を修めた[29]。
- 弟：山本確斎 - 正夫、余一郎。鳥飼に医業を開いた後、新政府に出仕した[30]。
- 弟：山本楓庭 - 善夫、十二郎。富田に医業を開いた後、度会県大属を務めた[31]。
- 弟2名、姉妹4名は夭逝[26]。
- 子：山本復一 - 太政官。